# Bangia
Bangia, es una género  de la familia Bangiaceae, de acuerdo con el sistema de clasificación Hwan Su Yoon et al. (2006). Son algas rojas multicelulares. 

## Especies
- Bangia atropurpurea (Roth) C. Agardh, 1824
- Bangia ciliaris Carmichael, 1833
- Bangia enteromorphioides E.Y. Dawson, 1953
- Bangia fuscopurpurea (Dillwyn) Lyngbye, 1819
- Bangia fusco-purpurea (Dillwyn) Lyngbye
- Bangia gloiopeltidicola Tanaka, 1950
- Bangia halymeniae M.J. Wynne, 1993
- Bangia lutea J. Agardh, 1842
- Bangia simplex A.H.S. Lucas, 1935
- Bangia tanakai Pham-Hoàng Hô, 1969
- Bangia vermicularis Harvey, 1853
- Bangia yamadae Tanaka, 1944
- Bangia micans (Lyngb.) Cleve, 1894

## Sinonimia
- Conferva Linnaeus, 1753
- Bangiella Gaillon, 1833
- Diadenus Palisot de Beauvois ex O. Kuntze, 1891